# NAMI
NAMI（なみ、1990年9月8日 - ）は、日本の女性ソングライター、編曲家、DJ、歌手、リミキサー。2010年から2014年まで音楽制作集団「I've」のボーカリストを務め、現在はメインクリエイターの1人として活動中。北海道出身。血液型はO型。乙女座。旧名は舞崎なみ（まいさき なみ）。

## 来歴
幼少期から母の影響でABBAを聴いて過ごし、2歳半よりクラシックピアノを習いながら音楽の基礎を身に付ける。
高校時代はロックバンドを結成し、ボーカルをはじめギターやベース、作詞・作曲などを経験。
島みやえい子が講師を務める音楽スクールに入校後、I'veのオーディションに合格し、舞崎なみ名義でI'veにボーカリストとして参加。
I've加入後、間もなく桐島愛里、朝見凛と共にボーカル・ユニットLarval Stage Planningのメンバーの一員となり、2010年6月25日に同ユニットのデビュー曲「Send-off ～涙色のスタートライン～」でボーカルデビュー。
2010年10月29日に楽曲「piece of my heart」でソロ歌手としてデビュー。
2014年4月にLarval Stage PlanningおよびI'veを卒業。その後は高瀬一矢に師事し、NAMI名義でサウンド・クリエイターとしてI'veに復帰する。なお、I've内においてボーカリストからクリエイターに転向した経歴を持つメンバーはNAMIが初となる。12月24日発売のリミックス・アルバム『master groove circle "NIJIIRO"』にリミキサーとして参加しI'veクリエイターデビュー。
2015年12月29日発売のコンピレーション・アルバム『The Time 〜12 Colors〜』では「transition」「Hydrangea」の作曲・編曲を担当。以降、I'veのメインコンポーザーとして意欲的に楽曲制作に携わり、数々の楽曲を発表している。
2016年10月から12月にかけて放映されたテレビアニメ『アイドルメモリーズ』では、他のI'veクリエイターと共同で劇伴を手掛ける。
クラブイベントを中心にDJとしても活動し、2017年8月12日に新木場STUDIO COASTで行われたアニメ音楽イベント『リスアニ!PARK Vol.01』では高瀬一矢と共演を果たした。
2020年4月18日より毎週土曜日20時からYouTubeのI've公式チャンネル「IVE official Channel」にて、自身の選曲したI've SoundをDJプレイするライブ配信『NAMIの皆様一緒に踊り語りましょう!』（通称：『NAMIしよう』）を開始。12月20日発売のコンピレーション・アルバム『F-ive elements3 -舞旋回廊-』の収録曲「舞 -BU-」「旋 -SEN-」では、NAMI名義では初となるボーカルを担当。
2022年10月21日、自身初のオリジナル・ソロミニアルバム『TELOMERE』を発売。
2023年11月25日、自身2作目のオリジナル・ソロミニアルバム『PHOENIX』を発売。
2024年6月24日、NAMIしよう200回を記念したメモリアルアルバム『DUCENTI』を発売。
2024年9月30日、自身３作目のオリジナル・ソロミニアルバム『ORIENS GRAFFITI』を発売。

## 人物
I've Soundの主体であるトランスサウンドの楽曲をメインに制作しており、ピアノの旋律を活かした楽曲が多い。
楽曲制作においては主に作曲・編曲を手掛けるが、英詞を中心に一部作詞も担当する。また、作詞と編曲を手掛けた全曲英詞のコンピレーション・アルバム『F-ive elements』シリーズでは、全曲の仮歌をNAMI自身が歌唱し、各曲の担当ボーカリストにデモテープを渡していた。なお、その仮歌音源のいくつかは、後に自身のDJイベント会場で限定販売されたオリジナルCD『HYSTERIA』『百度 -BAIDU-』に収録されている。
2020年現時点でI'veでは唯一の女性クリエイターであり、歴代のI'veクリエイターの中では最年少メンバー。
2009年の冬に交通事故に遭い、ギプスを装着した状態でI'veのオーディションを受けた。
前述の通りI'veではボーカリストとしてのデビューが先だが、音楽を志した当初からクリエイター志向だったこともあり、「自分は制作側の道へ進みたい」という意思を自ら高瀬に伝え、彼女の意思を尊重した高瀬から作曲・編曲のレクチャーを受けてクリエイターへの転向に至ったという経緯がある。
サイケデリックトランスやゴアトランスといったトランス・ミュージックを嗜好する。

## 作品
※舞崎なみ名義でボーカルを担当した楽曲についてはLarval Stage Planningを参照。

### ボーカル曲
| 発売日         | 曲名                                         | アーティスト名                 | 収録作品                                                            | 担当              |
| 2014年12月24日 | eclipse -Begin Forwarded Message mix-        | 川田まみ                       | I'veリミックス・アルバム『master groove circle "NIJIIRO"』          | Remix             |
| 2014年12月24日 | ねぇ、…しようよっ！ -Psy Speed Spin mix-     | KOTOKO                         | I'veリミックス・アルバム『master groove circle "NIJIIRO"』          | Remix             |
| 2015年3月15日  | See You ～小さな永遠～ -2015 Extended mix-   | 2015 I've Special Unit         | 『IVE RADICAL ENSEMBLE of 15th ANNIVERSARY パンフレット』付属CD     | 英詞              |
| 2015年12月29日 | transition                                   | 川田まみ                       | I'veコンピレーション・アルバム『The Time 〜12 Colors〜』            | 作曲・編曲        |
| 2015年12月29日 | Hydrangea                                    | Larval Stage Planning          | I'veコンピレーション・アルバム『The Time 〜12 Colors〜』            | 作曲・編曲        |
| 2015年12月29日 | A線上のアシュラ                              | SHIHO                          | アルバム『Resurrection ～朽ち果てるものと生まれ変わるもの～』       | 編曲              |
| 2016年12月29日 | モノクローム                                 | RINA                           | スプリット・シングル『Double Unlimited』                            | 作曲・編曲        |
| 2016年12月29日 | Flash!!                                      | 柚子乃 and RINA                | 柚子乃 and RINA 2ndアルバム『しょーとサーキットDS2』                | 作曲・編曲        |
| 2016年12月29日 | Saya's song -I've × Key Collaboration Album- | Larval Stage Planning          | リミックス&カバーアルバム『I've × Key Collaboration Album』         | Remix             |
| 2017年6月10日  | Make Up Baby                                 | RINA                           | RINA 1stシングル『Shine your light』                                | 作曲・編曲        |
| 2017年7月28日  | Around the mind -2017 version-               | 島みやえい子                   | I'veガールズコンピレーション・アルバム『ALIVE』初回限定盤特典CD     | Remix             |
| 2017年10月27日 | jihad -floor remix-                          | KOTOKO                         | BALDR BRINGER 予約特典『BALDR SKY COLLABORATION VOCAL CD』          | Remix             |
| 2017年11月17日 | in the Dark                                  | marriage blue                  | marriage blue 1st EP『§-section-』                                  | 作曲・編曲        |
| 2017年12月21日 | Only for now                                 | RINA                           | 音楽ゲーム『beatmania IIDX 25 CANNON BALLERS』搭載曲                | 作曲・編曲        |
| 2017年12月29日 | answer                                       | 柚子乃 and RINA                | 柚子乃 and RINA 3rdアルバム『しょーとサーキットDS3 -FINAL CORNER-』 | 作曲・編曲        |
| 2018年1月1日   | 無重力melt                                   | 柚子乃                         | I'veコンピレーションBOXアルバム『I've C-VOX 2000-2014』             | 作曲・編曲        |
| 2018年1月1日   | From me to you                               | 桐島愛里                       | I'veコンピレーションBOXアルバム『I've C-VOX 2000-2014』             | 作曲・編曲        |
| 2018年4月6日   | Surge                                        | IKU                            | IKU 3rdアルバム『Terminal』                                         | 英詞・作曲・編曲  |
| 2018年4月6日   | さよならターミナル                           | IKU                            | IKU 3rdアルバム『Terminal』                                         | 編曲              |
| 2018年4月6日   | ふるゆき -NAMI Dialing remix-                | IKU                            | IKU 3rdアルバム『Terminal』                                         | Remix             |
| 2018年8月8日   | Luminous                                     | 柚子乃                         | 柚子乃 2nd EP『Luminous』                                           | 作曲・編曲        |
| 2018年8月8日   | sweet rain                                   | 柚子乃                         | 柚子乃 2nd EP『Luminous』                                           | 作曲・編曲        |
| 2018年8月8日   | aiiro                                        | RINA                           | RINA 2nd EP『Laboratory』                                           | 作曲・編曲        |
| 2018年8月8日   | L.A.M -Laze and Meditation NAMI psy mix-     | RINA                           | RINA 2nd EP『Laboratory』                                           | Remix             |
| 2018年8月10日  | real-Reality ‐meteor shower psy mix‐         | KOTOKO                         | 『戯画'18夏 BALDR BRINGER セット』付属CD                            | Remix             |
| 2018年12月29日 | 土 the under                                 | 柚子乃                         | I'veコンピレーション・アルバム『F-ive elements』                    | 作詞・編曲        |
| 2018年12月29日 | 風 the silence                               | RINA                           | I'veコンピレーション・アルバム『F-ive elements』                    | 作詞・編曲        |
| 2018年12月29日 | 木 the earth                                 | 佐藤アスカ                     | I'veコンピレーション・アルバム『F-ive elements』                    | 作詞・編曲        |
| 2018年12月29日 | 火 the flare                                 | IKU                            | I'veコンピレーション・アルバム『F-ive elements』                    | 作詞・編曲        |
| 2018年12月29日 | 水 the flow                                  | IKU                            | I'veコンピレーション・アルバム『F-ive elements』                    | 作詞・編曲        |
| 2018年12月29日 | stella                                       | Leina                          | Leina 1stシングル『Alstroemeria』                                   | 作曲・編曲        |
| 2019年2月27日  | Colorful☆Wing                                | 森嶋優花・大和田仁美・井澤詩織 | テレビアニメ『ガーリー・エアフォース』エンディングテーマ            | 作曲・編曲        |
| 2019年2月27日  | Daisy＊impulse                               | 森嶋優花・大和田仁美・井澤詩織 | テレビアニメ『ガーリー・エアフォース』イメージソング                | 作曲・編曲        |
| 2019年3月27日  | Bouquet                                      | 柚子乃                         | 柚子乃 メモリアル・アルバム『PINK POISON』                          | 作曲・編曲        |
| 2019年3月29日  | awake from the deep                          | RINA                           | テレビアニメ『ガーリー・エアフォース』第4話挿入歌                   | 英詞・作曲・編曲  |
| 2019年4月26日  | lAmiA                                        | 佐藤アスカ                     | 佐藤アスカ 1st EP『D＊BACKUP』                                      | 作曲・編曲        |
| 2019年7月30日  | GlitteR                                      | RINA                           | RINA 1stアルバム『PRISMATICA』                                      | 作曲・編曲        |
| 2019年7月30日  | Colorful☆Wing -Ruby's Tune mix-              | RINA                           | RINA 1stアルバム『PRISMATICA』                                      | 作曲・編曲        |
| 2019年7月30日  | awake from the deep -Japanese ver.-          | RINA                           | RINA 1stアルバム『PRISMATICA』                                      | 作曲・編曲        |
| 2019年8月7日   | Wonder Five                                  | Luce Twinkle Wink☆             | Luce Twinkle Wink☆ 1st DVDシングル『Wonder Five』                   | 作曲・編曲        |
| 2019年10月19日 | アイロニー                                   | Leina                          | Leina 2nd EP『NOISE』                                               | 作曲・編曲        |
| 2019年10月19日 | 君と眠る夜                                   | Leina                          | Leina 2nd EP『NOISE』                                               | 編曲              |
| 2019年10月19日 | 夜来香                                       | Leina                          | Leina 2nd EP『NOISE』                                               | 作曲・編曲        |
| 2019年12月28日 | 炎 -EN-                                      | 佐藤アスカ                     | I'veコンピレーション・アルバム『F-ive elements -hexa communion-』   | 作詞・編曲        |
| 2019年12月28日 | 雷 -RAI-                                     | RINA                           | I'veコンピレーション・アルバム『F-ive elements -hexa communion-』   | 作詞・編曲        |
| 2019年12月28日 | 湖 -KO-                                      | 北沢綾香                       | I'veコンピレーション・アルバム『F-ive elements -hexa communion-』   | 作詞・編曲        |
| 2019年12月28日 | 林 -RIN-                                     | Leina                          | I'veコンピレーション・アルバム『F-ive elements -hexa communion-』   | 作詞・編曲        |
| 2019年12月28日 | 地 -CHI-                                     | RINA                           | I'veコンピレーション・アルバム『F-ive elements -hexa communion-』   | 作詞              |
| 2019年12月28日 | 宙 -CHU-                                     | IKU                            | I'veコンピレーション・アルバム『F-ive elements -hexa communion-』   | 作詞              |
| 2019年12月28日 | GAUZE II -rebellion-                         | 佐藤アスカ                     | I'veコンセプト・シングル『GAUZE』                                   | 作曲・編曲        |
| 2019年12月28日 | GAUZE III -R.E.D-                            | RINA                           | I'veコンセプト・シングル『GAUZE』                                   | 作曲・編曲        |
| 2020年2月7日   | Belvedere_crash tribe mix                    | 佐藤アスカ                     | 佐藤アスカ ミニアルバム『CROSSOVER』                                | Remix             |
| 2020年2月7日   | grow up!                                     | 佐藤アスカ                     | 佐藤アスカ ミニアルバム『CROSSOVER』                                | 作曲・編曲        |
| 2020年3月27日  | ナミダノカタチ                               | RINA                           | I've20周年記念 DL配信限定オリジナル楽曲                             | 英詞              |
| 2020年4月22日  | プリンシパル                                 | petit fleurs                   | petit fleurs デビューアルバム『première fleurs』                    | 作曲・編曲        |
| 2020年5月1日   | You may be in the sky                        | 佐藤アスカ                     | I've20周年記念 DL配信限定オリジナル楽曲                             | 英詞              |
| 2020年8月14日  | Ever stay snow -Crystal dust mix-            | 佐藤アスカ                     | DL配信限定ミニアルバム『The Front Line Covers -Outpost-』           | Remix             |
| 2020年10月28日 | last note                                    | RINA                           | RINA 2ndアルバム『FOURTH BRIGHT』                                   | 作曲・編曲        |
| 2020年10月28日 | Isolation -deja Q mix-                       | RINA                           | RINA 2ndアルバム『FOURTH BRIGHT』                                   | Remix             |
| 2020年10月28日 | MERRY BAD END                                | RINA                           | RINA 2ndアルバム『FOURTH BRIGHT』                                   | 作曲・編曲        |
| 2020年12月20日 | 廊 -ROU-                                     | RINA                           | I'veコンピレーション・アルバム『F-ive elements3 -舞旋回廊-』        | 作詞・編曲        |
| 2020年12月20日 | 舞 -BU-                                      | NAMI                           | I'veコンピレーション・アルバム『F-ive elements3 -舞旋回廊-』        | 作詞・編曲        |
| 2020年12月20日 | 旋 -SEN-                                     | NAMI                           | I'veコンピレーション・アルバム『F-ive elements3 -舞旋回廊-』        | 作詞・編曲        |
| 2020年12月20日 | 回 -KAI-                                     | 佐藤アスカ                     | I'veコンピレーション・アルバム『F-ive elements3 -舞旋回廊-』        | 作詞              |
| 2020年12月20日 | Absurdity                                    | IKU                            | I'veコンセプト・シングル『restoration』                             | 作曲・編曲        |
| 2021年4月30日  | SPICE GAME                                   | RINA                           | RINA 5th EP『SPICE GAME』                                           | 作曲・編曲        |
| 2021年4月30日  | blueless                                     | RINA                           | RINA 5th EP『SPICE GAME』                                           | 作曲・編曲        |
| 2021年5月26日  | リトルペタル                                 | 森中花咲                       | 森中花咲 1stアルバム『下剋上』                                      | 作曲・編曲        |
| 2021年10月17日 | FLY TO THE TOP -sky sprite mix-              | NAMI                           | NAMI Memorial EP『AURORA』                                          | 英詞・Remix       |
| 2021年11月22日 | chewing gum                                  | RINA                           | RINA 6th EP『Céleste』                                              | 作曲・編曲        |
| 2021年11月25日 | Velocity of sound -Devil crying mix-         | 佐藤アスカ                     | 佐藤アスカ 1stアルバム『Re:HORIZON』                                | Remix             |
| 2021年11月25日 | grow up! (New recording Album version)       | 佐藤アスカ                     | 佐藤アスカ 1stアルバム『Re:HORIZON』                                | 作曲・編曲        |
| 2021年11月25日 | Re:HORIZON                                   | 佐藤アスカ                     | 佐藤アスカ 1stアルバム『Re:HORIZON』                                | 作曲・編曲        |
| 2021年11月25日 | Penetrate                                    | 佐藤アスカ                     | 佐藤アスカ 1stアルバム『Re:HORIZON』                                | 作曲・編曲        |
| 2021年12月18日 | Neon Tetra                                   | RINA                           | I'veコンピレーションBOXアルバム『I've 20th Anniversary E-VOX』      | 作曲・編曲        |
| 2021年12月18日 | Days of promise -Cute beast mix-             | 佐藤アスカ                     | I'veコンピレーションBOXアルバム『I've 20th Anniversary E-VOX』      | Remix             |
| 2021年12月18日 | Freyja                                       | NAMI                           | I'veコンピレーションBOXアルバム『I've 20th Anniversary E-VOX』      | 作詞・作曲・編曲  |
| 2022年4月11日  | 空より近い夢 -2022 春 ver.-                  | RINA & NAMI                    | I'veコンセプト・コンピレーション・アルバム『SPRING BEAT -2022 春-』 | Remix             |
| 2022年4月11日  | Chu La La…                                   | 佐藤アスカ                     | I'veコンセプト・コンピレーション・アルバム『SPRING BEAT -2022 春-』 | 作曲・編曲        |
| 2022年4月11日  | ハルカゼの誓い                               | 佐藤アスカ                     | I'veコンセプト・コンピレーション・アルバム『SPRING BEAT -2022 春-』 | 英詞              |
| 2022年4月11日  | Runway to Night                              | NAMI                           | I'veコンセプト・コンピレーション・アルバム『SPRING BEAT -2022 春-』 | 作詞・作曲・編曲  |
| 2022年5月27日  | Going on                                     | 佐藤アスカ                     | PCゲーム『AMBITIOUS MISSION』グランドエンディングテーマ             | 作曲・編曲        |
| 2022年8月22日  | honey dude                                   | RINA                           | RINA 3rdアルバム『Olive』                                           | 作曲・編曲        |
| 2022年8月22日  | Olive                                        | RINA                           | RINA 3rdアルバム『Olive』                                           | 作曲・編曲        |
| 2022年8月22日  | Abyss -A.L.D mix-                            | RINA                           | RINA 3rdアルバム『Olive』                                           | Remix             |
| 2022年10月21日 | IQO-9（on vocal）                            | NAMI                           | NAMI 1stミニアルバム『TELOMERE』                                    | 作詞・作曲・編曲  |
| 2022年10月21日 | TELOMERE（on vocal）                         | NAMI                           | NAMI 1stミニアルバム『TELOMERE』                                    | 作詞・作曲・編曲  |
| 2022年11月11日 | RIDE -I want to feel again mix-              | 佐藤アスカ                     | I'veコンセプト・コンピレーション・アルバム『SUMMER END GROOVE』     | Remix             |
| 2022年11月11日 | Sweet ～恋しくて～ -Indulgent to others mix- | NAMI                           | I'veコンセプト・コンピレーション・アルバム『SUMMER END GROOVE』     | 英詞・Remix       |
| 2022年12月17日 | transition -Get a grip mix-                  | NAMI                           | I’ve cover album "The FRONT LINE COVERs 2022”                       | 作曲・編曲・Remix |
| 2022年12月17日 | masquerade                                   | Lithium                        | Lithiumミニアルバム『MASQUERADE』                                   | 作曲・編曲        |
| 2022年12月17日 | Crystal                                      | Lithium                        | Lithiumミニアルバム『MASQUERADE』                                   | 作曲・編曲        |
| 2022年12月17日 | heroine                                      | Lithium                        | Lithiumミニアルバム『MASQUERADE』                                   | 作曲・編曲        |
| 2023年4月14日  | Cryin' Yummy                                 | 佐藤アスカ                     | 佐藤アスカ 2ndアルバム『RiOT』                                      | 作曲・編曲        |
| 2023年4月14日  | フェアリーテール                             | 佐藤アスカ                     | 佐藤アスカ 2ndアルバム『RiOT』                                      | 作曲・編曲        |
| 2023年5月4日   | insane                                       | Lithium                        | Lithiumミニアルバム『L』                                            | 作曲・編曲        |
| 2023年5月4日   | ATARAYO                                      | Lithium                        | Lithiumミニアルバム『L』                                            | 作曲・編曲        |
| 2023年5月4日   | L                                            | Lithium                        | Lithiumミニアルバム『L』                                            | 作曲・編曲        |
| 2023年7月4日   | If you were here -The Milk Bar mix-          | NAMI                           | I'veコンセプト・コンピレーション・アルバム『SUMMER GROOVE』         | Remix             |
| 2023年7月4日   | SAVE YOUR HEART -Pleasurable mix-            | R.I.N.A & NAMI                 | I'veコンセプト・コンピレーション・アルバム『SUMMER GROOVE』         | Remix             |
| 2023年8月30日  | cover girl                                   | R.I.N.A                        | R.I.N.A 4thアルバム『Rubis』                                        | 作曲・編曲        |
| 2023年8月30日  | Dilly-Dally                                  | R.I.N.A                        | R.I.N.A 4thアルバム『Rubis』                                        | 作曲・編曲        |
| 2023年8月30日  | URARA                                        | R.I.N.A                        | R.I.N.A 4thアルバム『Rubis』                                        | 作曲・編曲        |
| 2023年8月30日  | プリンシパル -flame up mix-                  | R.I.N.A                        | R.I.N.A 4thアルバム『Rubis』                                        | 作曲・編曲        |
| 2023年9月13日  | 恋愛CHU! (りでこれいとばーじょん)            | KOTOKO                         | リデコレイト・マイセルフ                                            | Remix             |
| 2023年9月13日  | めぃぷるシロップ (りでこれいとばーじょん)    | KOTOKO                         | リデコレイト・マイセルフ                                            | Remix             |
| 2023年11月25日 | PHOENIXION                                   | NAMI                           | NAMI 2ndミニアルバム『PHOENIX』                                     | 作曲・編曲        |
| 2023年11月25日 | aroma                                        | NAMI                           | NAMI 2ndミニアルバム『PHOENIX』                                     | 作曲・編曲        |
| 2023年12月16日 | 棘                                           | Lithium                        | Lithium『棘』                                                       | 作曲・編曲        |
| 2023年12月16日 | maldición                                    | Lithium                        | Lithium『棘』                                                       | 作曲・編曲        |
| 2023年12月16日 | villain                                      | Lithium                        | Lithium『棘』                                                       | 作曲・編曲        |
| 2023年12月16日 | Deviation                                    | Lithium                        | Lithium『棘』                                                       | 作曲・編曲        |
| 2023年12月16日 | kleptomania                                  | Lithium                        | Lithium『棘』                                                       | 作曲・編曲        |
| 2023年12月16日 | HARMONIA                                     | Lithium                        | Lithium『棘』                                                       | 作曲・編曲        |
| 2023年12月16日 | NAKED DANCE                                  | Lithium                        | Lithium『棘』                                                       | 作曲・編曲        |
| 2024年5月3日   | DUCENTI                                      | NAMI                           | NAMI メモリアルアルバム『DUCENTI』                                  | 作曲・編曲        |
| 2024年5月3日   | Nothing but the love                         | NAMI                           | NAMI メモリアルアルバム『DUCENTI』                                  | 作詞・作曲・編曲  |
| 2024年5月3日   | PHALAENA                                     | 佐藤アスカ                     | 佐藤アスカ 3rdアルバム「Ｋάθαρση−カタルシス−」                      | 作曲・編曲        |
| 2024年5月3日   | IDEA                                         | 佐藤アスカ                     | 佐藤アスカ 3rdアルバム「Ｋάθαρση−カタルシス−」                      | 作曲・編曲        |
| 2024年5月3日   | Lilith                                       | 佐藤アスカ                     | 佐藤アスカ 3rdアルバム「Ｋάθαρση−カタルシス−」                      | 作曲・編曲        |
| 2024年8月31日  | toxxxic                                      | R.I.N.A                        | R.I.N.A 5th アルバム『Ribbon』                                      | 作曲・編曲        |
| 2024年8月31日  | Sunflower                                    | R.I.N.A                        | R.I.N.A 5th アルバム『Ribbon』                                      | 作曲・編曲        |
| 2024年8月31日  | Ribbon                                       | R.I.N.A                        | R.I.N.A 5th アルバム『Ribbon』                                      | 作曲・編曲        |
| 2024年9月30日  | 極東（instrumental）                         | NAMI                           | NAMI 3rd ミニアルバム『ORIENS GRAFFITI』                            | 作曲・編曲        |
| 2024年9月30日  | TEAR                                         | NAMI                           | NAMI 3rd ミニアルバム『ORIENS GRAFFITI』                            | 作詞・作曲・編曲  |
| 2024年9月30日  | MahorA                                       | NAMI                           | NAMI 3rd ミニアルバム『ORIENS GRAFFITI』                            | 作詞・作曲・編曲  |
| 2024年9月30日  | La neige                                     | NAMI                           | NAMI 3rd ミニアルバム『ORIENS GRAFFITI』                            | 作詞・作曲・編曲  |
| 2024年9月30日  | 真珠（instrumental）                         | NAMI                           | NAMI 3rd ミニアルバム『ORIENS GRAFFITI』                            | 作曲・編曲        |
| 2024年9月30日  | Dam Dariram - ORIENS GRAFFITI mix -          | NAMI                           | NAMI 3rd ミニアルバム『ORIENS GRAFFITI』                            | Remix             |

### アニメーションBGM
- アイドルメモリーズ（2016年10月-12月、セブン・アークス・ピクチャーズ制作）　※高瀬一矢、中沢伴行、C.G mixと共作

### オリジナル作品
- Undulation（2018年1月3日）

オリジナル・インストゥルメンタル楽曲「Undulation」を収録したCD。2017年11月26日のサブカル系音楽イベント『響 vol.5』の会場にて30枚限定販売。
- Halloween 2019（2019年10月31日）

オリジナル・インストゥルメンタル楽曲「Halloween 2019」を収録したCD。NANI企画によるDJイベント『Caffeine Halloween DJ Party』の会場にて限定販売。
- HYSTERIA（2020年11月20日）

2020年11月20日と11月21日に行われたDJイベント『出張！真・NAMIの皆様一緒に踊り語りましょう！』の各会場にて50枚限定販売されたCD。
オリジナル・インストゥルメンタル楽曲「HYSTERIA」と、I'veコンピレーション・アルバム『F-ive elements -hexa communion-』収録曲のNAMI歌唱による仮歌音源「宙-CHU- by NAMI」「林-RIN- by NAMI」の全3曲を収録。
- AURORA（2021年10月17日）

DJライブ配信『真・NAMIの皆様一緒に踊り語りましょう！』第73回配信を記念して制作されたEP。
オリジナル・インストゥルメンタル楽曲「AURORA」「Undulation」「HYSTERIA」と、MELLの楽曲「FLY TO THE TOP」をNAMI自身がリミックスし英語詞でカヴァーした「FLY TO THE TOP -sky sprite mix-」の全4曲を収録。同年10月8日にI'veファンクラブ公式サイト限定で先行DL販売が行われた。
- 百度 -BAIDU-（2022年5月7日）

DJイベント『真・NAMIの 皆様一緒に踊り語りましょう！第百夜記念回☆ in TOKYO』の会場にて限定販売されたCD。
オリジナル・インストゥルメンタル楽曲「百度 -BAIDU-」と、I'veコンピレーション・アルバム『F-ive elements』『F-ive elements -hexa communion-』収録曲のNAMI歌唱による仮歌音源「風 the silence -PROTOTYPE-」「水 the flow -PROTOTYPE-」「地 -CHI- -PROTOTYPE-」の全4曲を収録。
- TELOMERE（2022年10月21日）

オリジナル・ミニアルバム。インストゥルメンタル楽曲「IQO-9」「Vertigo」「九天」「Decussate=X」「TELOMERE」に、ボーナストラックとしてその内の2曲のボーカル版である「IQO-9（on vocal）」「TELOMERE（on vocal）」を加えた全7曲を収録。同年10月8日にハイレゾDL音源（SONOCA形式）が、それぞれI'veファンクラブ公式サイトとDJイベント『真・NAMIの皆様一緒に踊り語りましょう！2022 ALL Night I've秋祭り in MOGRA』の会場にて限定先行販売された。
- PHOENIX（2023年11月25日）

２作目のオリジナル・ミニアルバム。インストゥルメンタル楽曲「玲瓏」「N43°」「VerteX」とボーカル楽曲「PHOENIXION」「aroma」を加えた全5曲を収録。前回同様、11月3日にI'veファンクラブ「 I've SCONDARY CREATORS」公式サイトおよび同日より開催された『I've autumn festival 2023 RED ONE in MOGRA 2DAYs』の会場にて限定先行販売された。
- DUCENTI（CD-DA：2024年5月4日、SONOCA：2024年6月24日）

DJライブ配信『真・NAMIの皆様一緒に踊り語りましょう！』第200回を記念して制作されたミニアルバム。これまでに収録されてきた楽曲8曲に加え、オリジナルインスト曲「DUCENTI」およびボーカル楽曲「Nothing but the love」を加えた全10曲を収録。5月3日、4日に開催された『I've SPRING festival 2024 in MOGRA 2DAYs』の会場にてCD盤が数量限定先行販売された。また、一般販売されたHi-Res SONOCAには、楽曲10曲に加え、全曲セルフライナーノーツオーディオコメンタリーが収録された。
- ORIENS GRAFFITI（SONOCA：2024年9月30日、CD-DA：2024年11月9日）

３作目のオリジナル・ミニアルバム。インストゥルメンタル楽曲「極東」「真珠」、ボーカル楽曲「TEAR」「MahorA」「La neige」に加え、Larval Stage Planning時代の自身のソロ楽曲のカバーとなる「piece of my heart -14 years parade ver.-」とアーケードゲーム”Dance Dance Revolution 3rd Mix”に収録されている楽曲のカバー「Dam Dariram - ORIENS GRAFFITI mix -」を加えた全7曲を収録。Hi-Res SONOCAには、NAMI本人による全曲セルフライナーノーツオーディオコメンタリーも収録されている。11月9日、10日に開催された『I've autumn festival 2024 feat MOGRA in NAGOYA』の会場にてCD盤が発売された。
- SPEARHEAD（SONOCA：2025年5月31日）

オリジナルEP。表題曲であるインストゥルメンタル楽曲「SPEARHEAD」、ボーカル楽曲「GET YOU & TURN ME ON」「花結」に加え、アーケードゲーム「Dance Dance Revolution 2nd Mix」に収録されているSmile.dkの楽曲のカバー「Boys -Honey Bee mix-」の全4曲を収録。Hi-Res SONOCAには、NAMI本人による全曲セルフライナーノーツオーディオコメンタリーも収録されている。。

### 参加作品
- I've groove DJ mix feat MOGRA（2019年12月28日）

D-YAMA、hara、NAMIによるI've SoundのDJ mix CD。Track 2「NA:Mixter-Maxter Merged mix」のMIXを担当。コミックマーケット97の会場にて限定販売。
- I've Member's Concept Compilation Album vol.02「SUMMER END GROOVE」（2022年11月11日）

Track 5「Summer end」のボーカルを担当（RINAとのツインボーカル）。
- IVE FRONT LINE COVERS RED ONE（2023年11月3日）

Track 1「☆星空 Interceptor☆ - RED ONE mix -」のボーカルを担当（RINAとのツインボーカル）。

## 出演
- ビジュアルアーツ年末特番 馬場社長＋どんまる ～愛を語る総チェック生放送2019～（2019年12月20日、ニコニコ生放送）
- NAMIの皆様一緒に踊り語りましょう!（2020年4月18日～、YouTube - IVE official Channelにて毎週土曜日20時よりLIVE配信）
- ビジュアルアーツ年末特番 馬場社長＋どんまる ～愛を語る総チェック生放送2020～（2020年12月12日、ニコニコ生放送）
- ビジュアルアーツ年末特番 馬場社長＋どんまる ～愛を語る総チェック生放送2021～（2021年12月10日、ニコニコ生放送）
- 金曜もうたぁしょう（ゲスト出演） (2023年5月12日、RADIO ワンダーストレージ FMドラマシティ）
- 金曜もうたぁしょう（ゲスト出演） (2023年8月4日、RADIO ワンダーストレージ FMドラマシティ）
- ビジュアルアーツ年末特番 天雲新社長＋馬場相談役＋どんまる 〜愛を語る総チェック生放送2023〜 (2023年12月8日、ニコニコ生放送）

## 参加ライブ・イベント
※NAMI名義で出演したもののみ記載。
2014年
- master groove circle Club Party "NIJIIRO"（2014年10月11日、東京・新木場STUDIO COAST）

2015年
- IVE RADICAL ENSEMBLE OF 15th ANNIVERSARY（2015年3月15日、TOKYO DOME CITY HALL）

2017年
- リスアニ！PARK Vol.01（2017年8月12日、東京・新木場STUDIO COAST）
- ラテンバーでもやっちゃうよ！vol.8 あれこれダンスでパラダイス♪（2017年9月15日、札幌・EL MANGO）
- 響 vol.5（2017年11月26日、札幌・EL MANGO）

2018年
- ラテンバーでもやっちゃうよ！DJパーリーナイト♪vol.10（2018年3月18日、札幌・EL MANGO）
- TRANCE MOLE（2018年4月19日、札幌・Sound lab mole）
- 響 vol.6（2018年5月27日、札幌・EL MANGO）
- SUSE vol.4 ～初夏の風・DJ対決編～（2018年6月24日、札幌・XENON）
- Luminous & Laboratory レコ発記念ライブ in 札幌（2018年8月24日、札幌・XENON）
- 響 vol.7（2018年11月25日、札幌・EL MANGO）

2019年
- I've ORIGINAL Compilations F-ive elements Release Party（2019年1月26日、東京・秋葉原MOGRA）
- YUZUNO 1st mission "pink Poison"（2019年3月30日、札幌・EL MANGO）
- YUZUNO Final mission "pink Poison"（2019年3月31日、札幌・Crazy Monkey）
- I've DJ Night（2019年5月1日、東京・秋葉原MOGRA）
- 響 vol.8（2019年6月26日、札幌・EL MANGO）
- おたみっくす（2019年7月14日、名古屋・RELATION）
- C.G mix × Leina レコ発イベント「Under the Akihabara II」（2019年10月26日、東京・秋葉原MOGRA）
- I've groove FES 2019（2019年10月27日、東京・秋葉原MOGRA）
- Caffeine Halloween DJ Party（2019年10月31日、札幌・Ceffeine）
- 響 vol.9（2019年11月24日、札幌・EL MANGO）
- Noise -Leina Christmas acoustic Live in Caffeine-（2019年12月21日、札幌・Ceffeine）

2020年
- NAGOYA TRIBAL REVOLUTION!（2020年1月18日、名古屋・RELATION）
- Caffeine LIVE vol.53（2020年1月26日、札幌・Ceffeine）
- 出張！真・NAMIの皆様一緒に踊り語りましょう！ in 大阪（2020年11月20日、大阪・心斎橋FANJ）
- 出張！真・NAMIの皆様一緒に踊り語りましょう！ in 名古屋（2020年11月21日、名古屋・RAD HALL）

2021年
- 真・NAMIの皆様一緒に踊り語りましょう！ in 札幌（2021年10月17日、札幌・PENNY LANE 24）
- Best Select DIVES! tour 2021 in OSAKA（2021年11月23日、大阪・十三GABU）

2022年
- Best Select DIVAS! in SAPPORO with NAMIしよう（2022年2月19日、札幌・EL MANGO）
- 真・NAMIの皆様一緒に踊り語りましょう！第百夜記念回☆ in TOKYO 前夜祭！（2022年5月6日、東京・秋葉原MOGRA）
- 真・NAMIの皆様一緒に踊り語りましょう！第百夜記念回☆ in TOKYO（2022年5月7日、東京・渋谷GUILTY）
- FES MOLE（2022年6月4日、札幌・Sound lab mole）
- Best Select DIVAS! 2022 in TOKYO（2022年6月26日、東京・渋谷GUILTY）
- NAMI『TELOMERE』先行リリースイベント Talk & Mini LIVE（2022年10月8日、東京・秋葉原MOGRA）
- 真・NAMIの皆様一緒に踊り語りましょう！2022 ALL Night I've秋祭り in MOGRA（2022年10月8日、東京・秋葉原MOGRA）
- Cruising ～Asia music journey 2022～【北海道公演】（2022年11月4日、札幌・Sound lab mole）
- NAMI『TELOMERE』インストアライブ（2022年11月19日、札幌・音楽処）
- All Night KNOT HOUR -Holiday Special- (2022年12月24日、HOTEL THE KNOT SAPPORO）

2023年
- XimerNosinA (2023年2月22日、札幌・Sound lab mole）
- 2023 I've GW Spring Fes レコ発トーク&ライブ in MOGRA (2023年5月4日、東京・秋葉原MOGRA）
- 『真・NAMIの 皆様一緒に踊り語りましょう！』in MOGRA 2023 Spring Fes (2023年5月5日、東京・秋葉原MOGRA）
- HOLYDAY LIVE SPECIAL (2023年8月20日、札幌・SAPPORO FACTORY）
- 地域創生MEGAモーターショー2023 (2023年9月17日、千歳アウトレットモール・レラ）
- リレーション8周年ライブイベント (2023年10月13日、名古屋・RELATION）
- I've autumn festival 2023 RED ONE in MOGRA 1st DAY -Release EVENT-  (2023年11月3日、東京・秋葉原MOGRA）
- I've autumn festival 2023 RED ONE in MOGRA 2nd DAY -真・NAMIの 皆様一緒に踊り語りましょう！- (2023年11月4日、東京・秋葉原MOGRA）
- Best Select DIVAS -Rock2023- (2023年11月5日、東京・新宿SAMURAI）
- NAMI mini ALBUM 「PHOENIX」インストアライブ (2023年12月9日、札幌・音楽処）
- KNOT HOUR -Music Night- (2023年1月27日、2023年2月10日、2023年2月24日、2023年3月3日、2023年3月24日、2023年4月7日、2023年4月28日、2023年5月12日、2023年6月9日、2023年7月7日、2023年8月18日、2023年9月22日、2023年10月6日、2023年11月17日、2023年12月15日、2023年12月29日、札幌・HOTEL THE KNOT SAPPORO）
- KNOT HOUR -Music Night- Holiday Special (2023年12月24日、HOTEL THE KNOT SAPPORO）
- KNOT HOUR -Music Night- Countdown Special (2023年12月31日、HOTEL THE KNOT SAPPORO）

2024年
- CLUB MOLE (2024年3月9日、札幌・Sound lab mole）
- HOLYDAY LIVE (2024年4月14日、札幌・SAPPORO FACTORY）
- I've SPRING festival 2024 in MOGRA 2DAYs 1st DAY -RELEASE PARTY- (2024年5月3日、東京・秋葉原MOGRA）
- I've SPRING festival 2024 in MOGRA 2DAYs 2nd DAY 『真・NAMIの 皆様一緒に踊り語りましょう！』 (2024年5月4日、東京・秋葉原MOGRA）
- NAMI memorial ALBUM 「DUCENTI」ミニライブ＆サイン会 (2024年7月6日、札幌・音楽処）
- MOGRA 15th Anniversary Party ”DAY3" (2024年8月25日、東京・秋葉原MOGRA）
- 『真・NAMIの 皆様一緒に踊り語りましょう！』第弐佰弐拾参夜 NAMI生誕祭☆ in caffeine☆ (2024年9月8日、札幌・Caffeine）
- KNOT HOUR -Music Night- (2024年1月12日、2024年2月2日、2024年3月1日、2024年4月20日、2024年5月25日、2024年6月1日、2024年7月6日、2024年8月17日、2024年9月7日、札幌・HOTEL THE KNOT SAPPORO）

2025年
- I've SPRING festival 2025 in MOGRA 2DAYs 1st DAY -RELEASE PARTY- (2025年5月5日、東京・秋葉原MOGRA)
- I've SPRING festival 2025 in MOGRA 2DAYs 2nd DAY 『真・NAMIの 皆様一緒に踊り語りましょう！』 (2024年5月6日、東京・秋葉原MOGRA)